# Aconitum × cammarum
Aconitum × cammarum  es una especie de planta herbácea de la familia de las ranunculáceas.

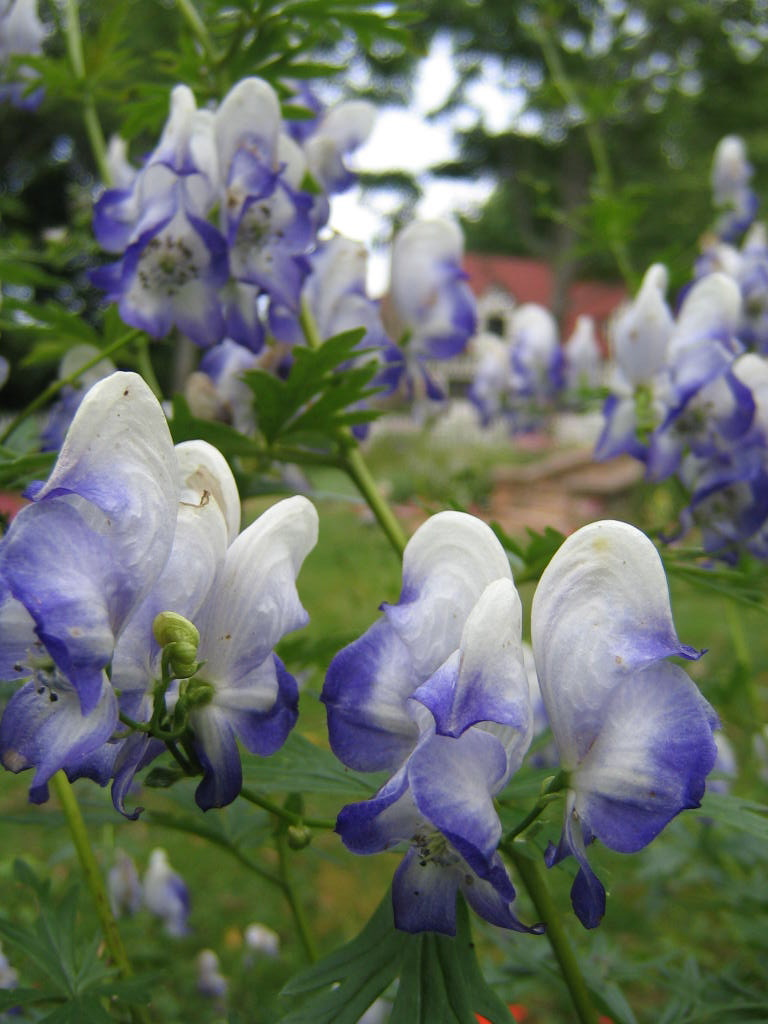
Flores

## Descripción
Es una planta herbácea perenne o bienal con hojas lobuladas y las inflorescencias en racimos o panículas de flores vistosas, alcanza un tamaño de 1,2 m de altura, con hojas muy divididas, brillantes de color verde oscuro y muy ramificadas. Las flores de color violeta con capucha, de color azul y negro.

## Toxicidad
Todas las partes de las plantas del género Aconitum pueden contener alcaloides diterpeno, cuya ingestión supone un riesgo para la salud. Los alcaloides presentes en las raíces son extremadamente tóxicos, por sus potentes efectos cardiotóxicos y neurotóxicos.
El acónito supone una fuente oculta de envenenamiento en infusiones de hierbas no tóxicas, contaminadas con sus raíces.
En Asia, donde se considera que el acónito posee efectos beneficiosos para la salud, se producen envenenamientos graves e incluso mortales, como consecuencia de la utilización de las raíces en la preparación de sopas y comidas.

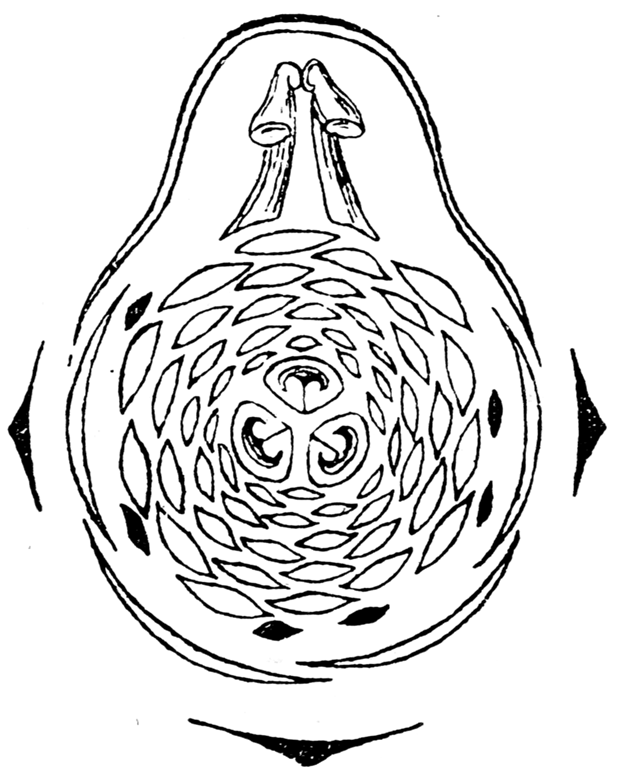
Diagrama floral.

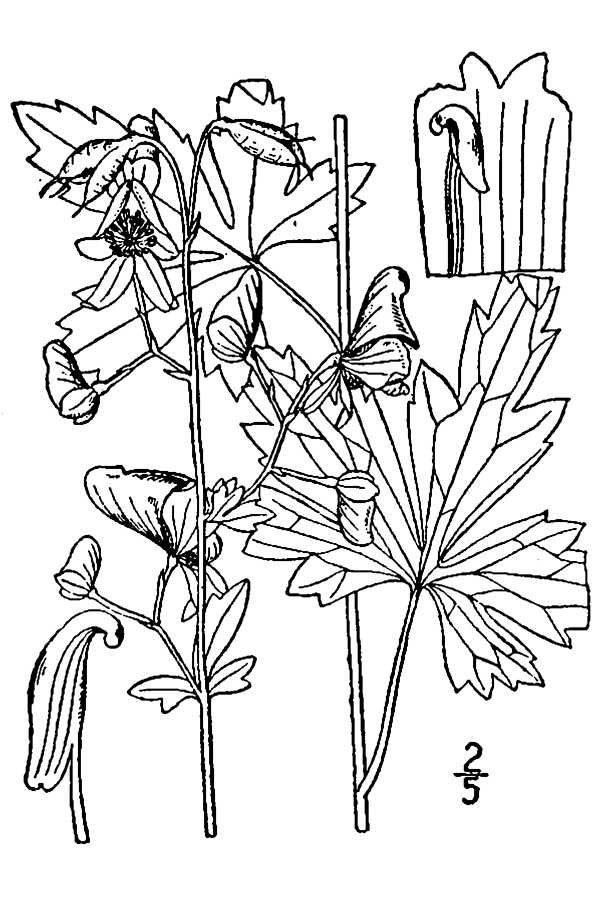
Aconitum uncinatum.

## Taxonomía
Aconitum × cammarum, fue descrita por Carlos Linneo y publicado en Species Plantarum ed. 2. 1: 751. 1762.
Etimología
Sinonimia
- Aconitum austriacum Tratt. ex Rchb.
- Aconitum breiterianum Rchb.
- Aconitum cernuum Baumg. ex Schur
- Aconitum decorum Rchb.
- Aconitum eriostemum DC.
- Aconitum hortense Hoppe ex Rchb.
- Aconitum × intermedium DC.
- Aconitum medium Schrad.
- Aconitum neomontanum Willd.
- Aconitum ottonianum Rchb.
- Aconitum paniculatum Lam.
- Aconitum sprengelii Rchb.
- Aconitum × stoerkianum Rchb.
- Aconitum versicolor Rchb.
- Aconitum × zahlbruchneri Gáyer[6]